# Braulio (nome)
Braulio  è un nome proprio di persona italiano maschile.

## Varianti
- Maschile: Braulione[2]
- Femminili: Braulia[2], Brauliona[2]

### Varianti in altre lingue
- Catalano: Brauli[3]
- Francese: Braule, Braulion
- Latino: Braulius[1]
- Polacco: Braulion
- Portoghese: Bráulio
- Spagnolo: Braulio[3]

## Origine e diffusione
Nome di scarsissima diffusione in Italia, più comune invece nei paesi ispanici grazie alla venerazione verso san Braulio. L'etimologia è assai dubbia, ed è stato ricondotto a vari termini, quali il germanico brand ("fuoco", "incendio" e anche "spada") e il latino pravus ("feroce", "depravato"). 

## Onomastico
L'onomastico viene festeggiato il 18 marzo (o il 26 marzo) in ricordo di san Braulio o Braulione, vescovo di Saragozza. Il 30 luglio si ricorda inoltre il beato Braulio Maria Corres Díaz de Cerio, martire con altri confratelli a Calafell.

## Persone
- Braulio, vescovo, scrittore e santo spagnolo
- Braulio Castillo, giocatore di baseball dominicano
- Braulio Antonio García Bautista, cantante spagnolo
- Braulio Leal, calciatore cileno
- Braulio Luna, calciatore messicano
- Braulio Muñoz, scrittore peruviano
- Braulio Musso, calciatore cileno
- Braulio Nóbrega, calciatore spagnolo
- Braulio Rodríguez Plaza, arcivescovo cattolico spagnolo

### Variante Bráulio
- Bráulio Morais, cestista angolano